# Vic-de-Chassenay
Vic-de-Chassenay és un municipi francès, situat al departament de la Costa d'Or i a la regió de Borgonya - Franc Comtat. L'any 2007 tenia 237 habitants.

## Demografia

### Població
El 2007 la població de fet de Vic-de-Chassenay era de 237 persones. Hi havia 92 famílies, de les quals 20 eren unipersonals (8 homes vivint sols i 12 dones vivint soles), 32 parelles sense fills, 36 parelles amb fills i 4 famílies monoparentals amb fills.
La població ha evolucionat segons el següent gràfic:
Habitants censats

### Habitatges
El 2007 hi havia 131 habitatges, 94 eren l'habitatge principal de la família, 19 eren segones residències i 17 estaven desocupats. 126 eren cases i 5 eren apartaments. Dels 94 habitatges principals, 87 estaven ocupats pels seus propietaris, 6 estaven llogats i ocupats pels llogaters i 1 estava cedit a títol gratuït; 2 tenien dues cambres, 15 en tenien tres, 13 en tenien quatre i 64 en tenien cinc o més. 76 habitatges disposaven pel capbaix d'una plaça de pàrquing. A 43 habitatges hi havia un automòbil i a 45 n'hi havia dos o més.

### Piràmide de població
La piràmide de població per edats i sexe el 2009 era:
| Homes | Edats   | Dones |
| ----- | ------- | ----- |
| 0     | 95 o +  | 0     |
| 0     | 90 a 94 | 0     |
| 0     | 85 a 89 | 0     |
| 4     | 80 a 84 | 0     |
| 8     | 75 a 79 | 8     |
| 12    | 70 a 74 | 4     |
| 4     | 65 a 69 | 16    |
| 20    | 60 a 64 | 8     |
| 0     | 55 a 59 | 0     |
| 8     | 50 a 54 | 0     |
| 12    | 45 a 49 | 12    |
| 12    | 40 a 44 | 12    |
| 4     | 35 a 39 | 8     |
| 12    | 30 a 34 | 0     |
| 0     | 25 a 29 | 8     |
| 0     | 20 a 24 | 4     |
| 16    | 15 a 19 | 8     |
| 16    | 10 a 14 | 0     |
| 16    | 5 a 9   | 12    |
| 4     | 0 a 4   | 12    |

## Economia
El 2007 la població en edat de treballar era de 138 persones, 112 eren actives i 26 eren inactives. De les 112 persones actives 103 estaven ocupades (61 homes i 42 dones) i 9 estaven aturades (6 homes i 3 dones). De les 26 persones inactives 7 estaven jubilades, 15 estaven estudiant i 4 estaven classificades com a «altres inactius».

### Ingressos
El 2009 a Vic-de-Chassenay hi havia 96 unitats fiscals que integraven 247 persones, la mediana anual d'ingressos fiscals per persona era de 17.521 €.

### Activitats econòmiques
Dels 8 establiments que hi havia el 2007, 1 era d'una empresa extractiva, 1 d'una empresa de transport, 1 d'una empresa d'hostatgeria i restauració, 2 d'empreses de serveis i 3 d'empreses classificades com a «altres activitats de serveis».
Dels 2 establiments de servei als particulars que hi havia el 2009, 1 era un paleta i 1 restaurant.
L'any 2000 a Vic-de-Chassenay hi havia 26 explotacions agrícoles que ocupaven un total de 2.115 hectàrees.

## Equipaments sanitaris i escolars
El 2009 hi havia una escola elemental integrada dins d'un grup escolar amb les comunes properes formant una escola dispersa.

## Poblacions més properes
El següent diagrama mostra les poblacions més properes.